# Xã Elizabeth, Quận Miami, Ohio
Xã Elizabeth (tiếng Anh: Elizabeth Township) là một xã thuộc quận Miami, tiểu bang Ohio, Hoa Kỳ. Năm 2010, dân số của xã này là 1.648 người.